# Vryburgia viator
Vryburgia viator är en insektsart som först beskrevs av De Lotto 1961.  Vryburgia viator ingår i släktet Vryburgia och familjen ullsköldlöss.
Artens utbredningsområde är Kenya. Inga underarter finns listade i Catalogue of Life.